# Michael Hui
Michael Hui (en chino: 许冠文 , pinyin:Xǔ Guànwén, jyutping:heoi2 gun3 man4 nacido en Cantón, 3 de septiembre de 1942 (82 años)  es un comediante, escritor y director de Hong Kong.  Es el mayor de los hermanos Hui (junto con Ricky y Samuel Hui), que son las tres figuras más importantes del cine de Hong Kong. Michael Hui es considerado por muchos críticos como el comediante más importante de la industria cinematográfica de Hong Kong, sólo detrás de Stephen Chow.

## Vida y Obras
Estudió en La Salle College, y luego obtuvo una licenciatura de sociología en la United College de Hong Kong (联合书院). Michael sigue siendo de los pocos artistas de cine de Hong Kong que tiene un título no Doctor honoris causa de una universidad.
Después de una buena racha en un Concurso de televisión de TVB. Hui ganó popularidad en la industria del entretenimiento de Hong Kong con las temporadas de Hui Brothers Show. Luego él se trasladó de la televisión al cine. La primera aparición de Hui fue en una película por el director taiwanés Li Han-Hsiang llamada El Señor de la Guerra (大 军阀 o "El régimen de los Grandes", de 1972) donde interpreta a un Señor de la guerra absurdo en la postrevolución China.
En 1974, creó su propia compañía cinematográfica, llamada Hui Brothers Company, con Golden Harvest, con sus hermanos Ricky y Sam. Entre 1974 y 2000 participó en más de 20 películas, principalmente como actor y guionista.